# Damuxia
Damuxia (kinesiska: 达木夏, 达木夏乡) är en socken i Kina. Den ligger i den autonoma regionen Tibet, i den sydvästra delen av landet, omkring 330 kilometer väster om regionhuvudstaden Lhasa. Antalet invånare är 4 237. Befolkningen består av 2 070 kvinnor och 2 167 män. Barn under 15 år utgör 30 %, vuxna 15-64 år 64 %, och äldre över 65 år 5,0 %.
Genomsnittlig årsnederbörd är 577 millimeter. Den regnigaste månaden är juli, med i genomsnitt 167 mm nederbörd, och den torraste är januari, med 4 mm nederbörd.